# La Roux (album)
La Roux è l'album di debutto dell'omonimo duo electropop inglese La Roux. È stato nominato al Mercury Prize 2009. È stato pubblicato dalla Polydor Records il 29 giugno 2009. Il 28 luglio 2009 è stato pubblicato in Canada e il 29 settembre 2009 negli Stati Uniti per la Cherrytree Records.

## Tracce
1. In for the Kill – 4:09
2. Tigerlily – 3:24
3. Quicksand – 3:05
4. Bulletproof – 3:28
5. Colourless Colour – 3:28
6. I'm Not Your Toy – 3:18
7. Cover My Eyes – 4:32
8. As If By Magic – 3:51
9. Fascination – 3:41
10. Reflections Are Protection – 4:19
11. Armour Love – 3:53

Bonus Tracks
1. Growing Pains (UK bonus track)[3] – 3:27
2. Saviour (iTunes pre-order bonus track) – 4:21

Una copia fisica della versione australiana permetterà di scaricare da Internet:
1. In for the Kill (Remix)
2. In for the Kill (Video) - 4:17
3. Quicksand (Video)

## Classifiche
L'album ha venduto 62 650 copie nel corso della prima settimana di uscita, diventando l'album più venduto del 2009 nella prima settimana di vendite, fino a quando Florence and the Machine ha pubblicato il suo album di debutto Lungs che ha venduto 63 020 copie.
| Classifica               | Posizione raggiunta | Certificazione | Vendite |
| ------------------------ | ------------------- | -------------- | ------- |
| Australian Albums Chart  | 22                  |                |         |
| Belgian Albums Chart     | 51                  |                |         |
| Dutch Albums Chart       | 55                  |                |         |
| French Albums Chart      | 115                 |                |         |
| Irish Albums Chart       | 9                   |                |         |
| German Albums Chart      | 67                  |                |         |
| New Zealand Albums Chart | 26                  |                |         |
| Official Albums Chart    | 2                   | Gold           | 200,000 |
| Norwegian Albums Chart   | 36                  |                |         |
| Swiss Albums Chart       | 54                  |                |         |